# Marta Eggerth
Marta Eggerth, alternativt Mártha Eggerth, född 17 april 1912 i Budapest, Österrike-Ungern, död 26 december 2013 i Rye, New York, var en ungersk-amerikansk skådespelare och sångare. Hon blev känd för sin sångröst redan som elvaåring, och framförde opera och operetter i städer som Wien, Hamburg, Frankfurt am Main. Under tidigt 1930-tal blev hon filmstjärna i Tyskland. Eggerths mor var judinna, vilket gjorde hennes situation allt mer trängd efter NSDAPs maktövertagande i Tyskland 1933. 1938 emigrerade hon tillsammans med sin make till USA där hon senare började uppträda på Broadway. Hon spelade också i två musikalfilmer med Judy Garland på 1940-talet.
Från 1936 var hon gift med den polske operasångaren Jan Kiepura. Äktenskapet varade till hans död 1966. 1979 erhöll Eggerth hederspriset Filmband in Gold för sin tyska filmkarriär.

## Filmografi, urval
- 1932 – En sång, en kyss, en flicka
- 1932 – Kärlek vid första ögonkastet
- 1933 – På sångens vingar
- 1934 – Csardasfurstinnan
- 1934 – Hennes största triumf
- 1934 – Mitt hjärta längtar
- 1942 – Min flicka i vapenrock
- 1943 – Här kommer jag!